# Hans Christian Andersen Airport
Hans Christian Andersen Airport (IATA: ODE, ICAO: EKOD) is een luchthaven 8 kilometer ten noordwesten van de Deense stad Odense. De luchthaven wordt in de volksmond ook wel Beldringe Lufthavn genoemd, vanwege het nabije dorpje Beldringe.
De luchthaven werd geopend als luchtmachtbasis in de jaren 40 van de 20e eeuw tijdens de Duitse overheersing van Denemarken. De militaire en civiele activiteiten op de luchthaven werden in 1998 grotendeels gestaakt, maar sinds 2006 is de luchthaven weer groeiende en worden er weer lijndiensten en chartervluchten uitgevoerd naar buitenlandse en binnenlandse bestemmingen. In 2007 werd de landingsbaan verlengd naar 2000 meter. De belangrijkste gebruiker van de luchthaven is Malmö Aviation.